# 6 Oddział Lotniczy Sił Zbrojnych Południa Rosji
6 Oddział Lotniczy Sił Zbrojnych Południa Rosji (ros. 6-й авиационный отряд Вооруженных сил Юга России) - jednostka lotnicza Białych podczas wojny domowej w Rosji
Oddział został sformowany pod koniec kwietnia 1919 r. w Nowoczerkasku. Na jego czele 1 maja tego roku stanął sztabskpt. Nikołaj A. Baftałowski. Oddział był wyposażony w 8 dostarczonych przez Brytyjczyków samolotów myśliwskich Sopwith Camel. Pilotowali je m.in. sztabskpt. Bucyłło, por. Turenko, por. Tichomirow, ppor. Aleksandr M. Piszwanow, ppor. Aleksandrs Zariņš, ppor. Biatow, kornet Arceułow. Oddział wchodził w skład 1 Dywizjonu Lotniczego płk. Konowałowa, podporządkowanego 1 Korpusowi Armijnemu pod dowództwem gen. Aleksandra G. Kutiepowa. Lotnicy od końca lipca wspierali wojska Białych podczas natarcia w kierunku na Moskwę pod Biełgorodem, Kurskiem i Orłem. Oddział stanowił główną siłę lotniczą atakujących wojsk. 18 września w rejonie wsi Patocznaja koło Orła, na terenach zajętych przez bolszewików, zmuszony był wylądować z powodu awarii silnika sztabskpt. N. A. Baftałowski, dostając się do niewoli. Dowodzenie oddziałem objął tymczasowo por. Turenko. Na pocz. października w oddziale pozostało 5 sprawnych samolotów. Za udział w ciężkich walkach o Orzeł, zakończonych zdobyciem miasta 13 października, oddział został wyróżniony w rozkazie gen. A. G. Kutiepowa. Następnie lotnicy wspierali wojska 1 Korpusu Armijnego podczas walk odwrotowych. W listopadzie ogniem dział przeciwlotniczych został zestrzelony samolot ppor. Biatowa, który zginął podczas próby lądowania, a także samolot dowódcy por. Turenki. Nowym dowódcą został por. Tichomirow. Oddział ostatecznie znalazł się na pocz. 1920 r. w Groznym, które zostało wkrótce okrążone przez czeczeńskich partyzantów i wojska bolszewickie. Aby uniknąć niewoli, 4 ostatnich pilotów oddziału (A. M. Piszwanow, A. Zariņš, Wierżbicki i Tichomirow) w marcu tego roku przeleciało na terytorium Demokratycznej Republiki Gruzji, gdzie wstąpili do armii gruzińskiej. Otrzymali oni przydział jako kierowcy do kompanii samochodowej.